# Marcelino Oreja Arburúa
Marcelino Oreja Arburúa (ur. 11 marca 1969 w Madrycie) – hiszpański i baskijski inżynier, menedżer i polityk, w latach 2002–2004 poseł do Parlamentu Europejskiego.

## Życiorys
Absolwent szkoły inżynierskiej ICAI przy Universidad Pontificia Comillas. Studiował następnie w IESE Business School. Zawodowo związany z branżą zarządzania. Był dyrektorem generalnym Garrigues & Andersen, Patentes y Marcas, następnie dyrektorem ds. międzynarodowych koncernu Aldeasa.
W wyborach w 1999 kandydował z listy Partii Ludowej do Europarlamentu. Mandat europosła V kadencji objął w lipcu 2002. Należał do grupy chadeckiej, pracował w Komisji Wolności i Praw Obywatelskich, Sprawiedliwości i Spraw Wewnętrznych. W PE zasiadał do lipca 2004. Powrócił następnie na dyrektorskie stanowiska w przedsiębiorstwach przemysłowych, m.in. w branży telekomunikacyjnej. W 2010 rząd Kraju Basków rekomendował go do zarządu koncernu energetycznego Ente Vasco de la Energía.
Pochodzi z rodziny o politycznych tradycjach. Jego kuzynem jest były minister Jaime Mayor Oreja.